# Shake It Up
『Shake It Up』為2005年12月28日發行的日本歌手倖田來未第22nd單曲。

## 解說
- 12週單曲連發的第4彈，5萬張完全限定生產作品。單曲封面主題為「巴西」。

- LIVE演唱此曲的歌詞「ここだと思う・・・（也只有這裡...）」時大部分會將歌詞變成「○○（演唱會地點）やと思うねん（也只有○○...）」。

## 發行版本
- CD ONLY

## 曲目
1. Shake It Up
作詞：Kumi Koda/Hiroshi Kim  作曲Hiroshi Kim
2. Shake It Up (Instrumental)

## 資料來源
日本維基百科 Shake It Up（页面存档备份，存于）